# صفیصیفه
صفیصیفه (به عربی: صفيصيفة) یک شهرداری در الجزایر است که در استان نعامه واقع شده‌است. صفیصیفه ۲٬۳۴۷٫۵ کیلومتر مربع مساحت و ۲٬۶۳۳ نفر جمعیت دارد و ۱٬۲۲۲ متر بالاتر از سطح دریا واقع شده‌است.